# 킴벌리 프로세스
킴벌리 프로세스(Kimberley Process Certification Scheme, KPCS)는 폴러 보고서(Fowler Report)의 권고안에 따라 유엔 총회 결의 55/56에 의해 블러드 다이아몬드가 주류 다이아몬드 시장으로 들어가는 것을 막기 위해 2003년 구축된 프로세스이다. 이 프로세스는 다이아몬드의 구매가 적법한 정부를 약화시키려는 반란 운동 단체와 동맹들에 의해 폭력에 뒷돈을 대지 않도록 보증하기 위해 구축되었다.
이 프로세스의 효력은 글로벌 위트니스와 IMPACT 등의 단체들에 의해 의문시되고 있는데, 이 단체들은 KPCS의 목적이 실패했으며 시장에 다이아몬드가 블러드 다이아몬드가 아님을 보증하지 않는다고 주장하였다.

## 현재 회원국
- 앙골라 (2003)
- 아르메니아 (2003)
- 오스트레일리아 (2003)
- 방글라데시 (2006)
- 벨라루스 (2003)
- 보츠와나 (2003)
- 브라질 (2003)
- 캄보디아 (2012)
- 카메룬 (2012)
- 캐나다 (2003)
- 중앙 아프리카 공화국 (2003)
- 중국 (2003)
- 콩고 민주 공화국 (2003)
- 코트디부아르 (2003)
- 유럽연합 (2003)
- 가나 (2003)
- 기니 (2003)
- 가이아나 (2003)
- 인도 (2003)
- 인도네시아 (2005)
- 이스라엘 (2003)
- 일본 (2003)
- 카자흐스탄 (2012)
- 라오스 (2003)
- 레바논 (2003/2005)
- 레소토 (2003)
- 라이베리아 (2007)
- 말레이시아 (2003)
- 모리셔스 (2003)
- 멕시코 (2008)
- 나미비아 (2003)
- 뉴질랜드 (2006)
- 노르웨이 (2003)
- 파나마 (2012)
- 콩고 공화국 (2003/2007)
- 러시아 (2003)
- 시에라리온 (2003)
- 싱가포르 (2004)
- 남아프리카 공화국 (2003)
- 대한민국 (2003)
- 스리랑카 (2003)
- 스와질란드 (2011)
- 스위스 (2003)
- 탄자니아 (2003)
- 타이 (2003)
- 토고 (2003)
- 튀르키예 (2007)
- 우크라이나 (2003)
- 아랍에미리트 (2003)
- 미국 (2003)
- 베네수엘라 (2003년 유효, 2008년 철회, 2016년 재허가)[6][7]
- 베트남 (2003)
- 짐바브웨 (2003)

### 신청국
- 부르키나파소
- 칠레
- 케냐
- 말리
- 모리타니
- 모잠비크
- 잠비아

## 같이 보기
- 자원의 저주